# Kretische Ricotia
Die Kretische Ricotia (Ricotia cretica) ist eine Pflanzenart aus der Gattung Ricotia innerhalb der Familie der Kreuzblütengewächse (Brassicaceae).

## Beschreibung
Die Kretische Ricotia ist eine einjährige, krautige Pflanze, die 10–25 Zentimeter hoch wird. Sie ist kahl; ihre wechselständigen Laubblätter sind fiederschnittig mit verkehrt-eiförmigen, ganzen oder gelappten Blattabschnitten. Die 4 Kelchblätter sind aufrecht, die inneren sind am Grunde ausgesackt. Die 4 Kronblätter sind deutlich ausgerandet, 10–12 Millimeter lang und rosa bis violett und im Zentrum weiß bis gelblich. Die Früchte, Schoten sind verhältnismäßig groß, flach und bräunlich, ungeflügelt und stehen an zurückgebogenen Stielen. Sie sind 3–5 Zentimeter lang und 8–9 Millimeter breit. Die bis 5 Millimeter großen und rauen, bräunlichen Samen sind flach, gesäumt und rundlich.
Die Blütezeit liegt zwischen März und Juni.
Die Chromosomenzahl beträgt 2n = 28.

## Vorkommen
Ricotia cretica ist ein Endemit von Kreta. Die Art gedeiht auf Felsen, auf Schuttfluren und Brachland, meist auf Kalk.

## Taxonomie
Die Kretische Ricotia wurde von Pierre Edmond Boissier und Theodor Heinrich Hermann von Heldreich in Boissier: Diagn. Pl. Orient. Nov. 2(8): 29, 1849 erstbeschrieben. Der Gattungsname entstand möglicherweise zu Ehren von Paul Rycaut (1628–1700), einem englischen Diplomaten und Reisenden hugenottischer Abstammung.